# ۷ بهمن
۷ بهمن ماه سیصد و سیزدهمین روز سال در گاه‌شماری خورشیدی است. به پایان سال ۵۲ روز (۵۳ روز در سال کبیسه) باقی‌است.

## رویدادها
- ۱۳۷۳ - بازی برگشت شهرآورد سی و نهم تهران
- ۱۳۹۱ - دادستان انقلاب مازندران اعلام کرد حکم قطع چهار انگشت یک سارق در زندان ساری اجرا شد
- ۱۳۹۸ - حادثه ۷ بهمن ۱۳۹۸ فروند مک‌دانل داگلاس ام‌دی-۸۰ هواپیمایی کاسپین
- ۱۴۰۰ - هک بهمن ۱۴۰۰ رادیو پیام
- ۱۴۰۰ - رقابت ۷ بهمن ۱۴۰۰ تیم ملی فوتبال ایران با تیم ملی فوتبال عراق در مرحله مقدماتی جام جهانی فوتبال ۲۰۲۲ (آسیا)
- ۱۴۰۱ - حمله به سفارت جمهوری آذربایجان در تهران

## زادروزها
- ۱۲۹۱ - منوچهر وصال، ریاضی‌دان
- ۱۳۱۵ - منصور طاهری انارکی، شیمی‌دان
- ۱۳۱۶ - پرویز فنی‌زاده، بازیگر
- ۱۳۳۸ - سید محمدعلی ابطحی، سیاستمدار
- ۱۳۵۱ - شادمهر عقیلی، خواننده و بازیگر
- ۱۳۵۵ - فاطمه حبیبی‌زاد، نقال
- ۱۳۶۲ - محسن قرائی، فیلم‌نامه‌نویس
- ۱۳۶۵ - محمد آبشک، بازیکن فوتبال
- ۱۳۶۹ - محسن مسلمان، بازیکن فوتبال
- ۱۳۷۸ - سبحان خاقانی، بازیکن فوتبال

## درگذشت‌ها
- ۱۳۵۵ - مجتبی مینوی، نویسنده و پژوهشگر
- ۱۳۶۵ - مرتضی جاویدی، از فرماندهان سپاه پاسداران انقلاب اسلامی